# Пасхалий I
Святой Пасха́лий I (лат. Paschalis PP. I, в миру — Паскуале Массими, итал. Pasquale Massimi или Пасхалий Максим, лат. Paschalis Maximus; ?, Рим — 11 февраля 824) — папа римский с 25 января 817 года по 11 февраля 824 года.

## Биография
Пасхалий І родился в Риме в аристократической семье и был сыном Боноза и епископы Феодоры. Долгое время он служил аббатом монастыря Санто-Стефано-Ротондо, пока не был единодушно избран на папский престол менее чем через сутки после смерти папы Стефана IV. Пасхалий І пытался объединить в своих руках светскую и церковную власть и занимал резко отрицательную позицию по отношению к Людовику І Благочестивому.
Решение об избрании папы было принято без разрешения императора Людовика І Благочестивого, и первым делом новый папа попытался сгладить ситуацию. Пасхалий І написал императору, что решение об избрании его папой было принято без согласия императора, чтобы избежать борьбы фракций в Риме. Письмо доставил папский легат Феодор, который вернулся с документом под названием Pactum cum Pashali pontiff, в котором император поздравил Пасхалия І, признал его суверенитет над Папской областью и гарантировал свободные выборы будущих пап. Этот документ был оспорен более поздними историками и стал считаться подделкой, поскольку отношения Пасхалия І с императором никогда не были сердечными. Папу даже обвиняли в применении пыток к сторонникам Людовика І, но он свою вину отрицал.
Пасхалий І принял в Риме греческих монахов, бежавших от византийского иконоборчества, и пригласил художников украсить мозаиками храмы в Риме. Благодаря этим мозаикам, он остаётся самым узнаваемым из раннесредневековых пап: он изображён на мозаиках в апсиде церквей Санта-Прасседе, Санта-Мария-ин-Домника и Санта-Чечилия-ин-Трастевере. Пасхалию І приписывают нахождение тела святой Цецилии в катакомбах Каллиста и строительство базилики Санта-Чечилия-ин-Трастевере и церкви Санта-Мария-ин-Домника.
Пасхалий І заботился о миссионерстве в скандинавских странах.
В 822 году он предоставил статус своего легата в Скандинавии Эббо, архиепископу Реймса. Он наделил его полномочиями проповедовать датчанам, но Эббо с трёх попыток не сумел добиться результата. Позже лишь Ансгару удалось христианизировать датчан.
В 823 году Пасхалий І в Риме короновал и помазал на царство Лотаря I как короля Италии. Лотарь І немедленно воспользовался своим статусом и в ходе судебного процесса вынудил папскую курию вернуть светской власти аббатство Фарфа. Это решение возмутило римскую знать и привело к восстанию Римской курии против императорской власти в северной Италии во главе с бывшим легатом Пасхалия І Феодором и его сыном Львом. Восстание было быстро подавлено, а его лидеры ослеплены, а затем обезглавлены. Подозревая причастность папы к восстанию, император послал двух комиссаров для расследования. Пасхалий І отказался подчиниться авторитету императорского двора, но дал клятву, что не причастен к мятежу. Члены комиссии вернулись в Ахен. Пасхалий І вскоре умер, но Римская курия отказала ему в чести быть погребённым внутри базилики Святого Петра, и он был похоронен в базилике Санта-Прасседе, где сохранилась мозаика с ликом его матери, епископы Феодоры.

## Канонизация и почитание
Пасхалий І позже был канонизирован, и его праздник в римском календаре отмечался до 1963 года 14 мая, в настоящее время — 11 февраля.